# Schloss Wendlingen
Das Schloss Wendlingen, auch als Schloss Unterboihingen bezeichnet, ist ein Schloss im Wendlinger Stadtteil Unterboihingen im Landkreis Esslingen in Baden-Württemberg. Das Schloss ist umgeben von einem Park, der wiederum von den Schlossmauern umgeben ist.

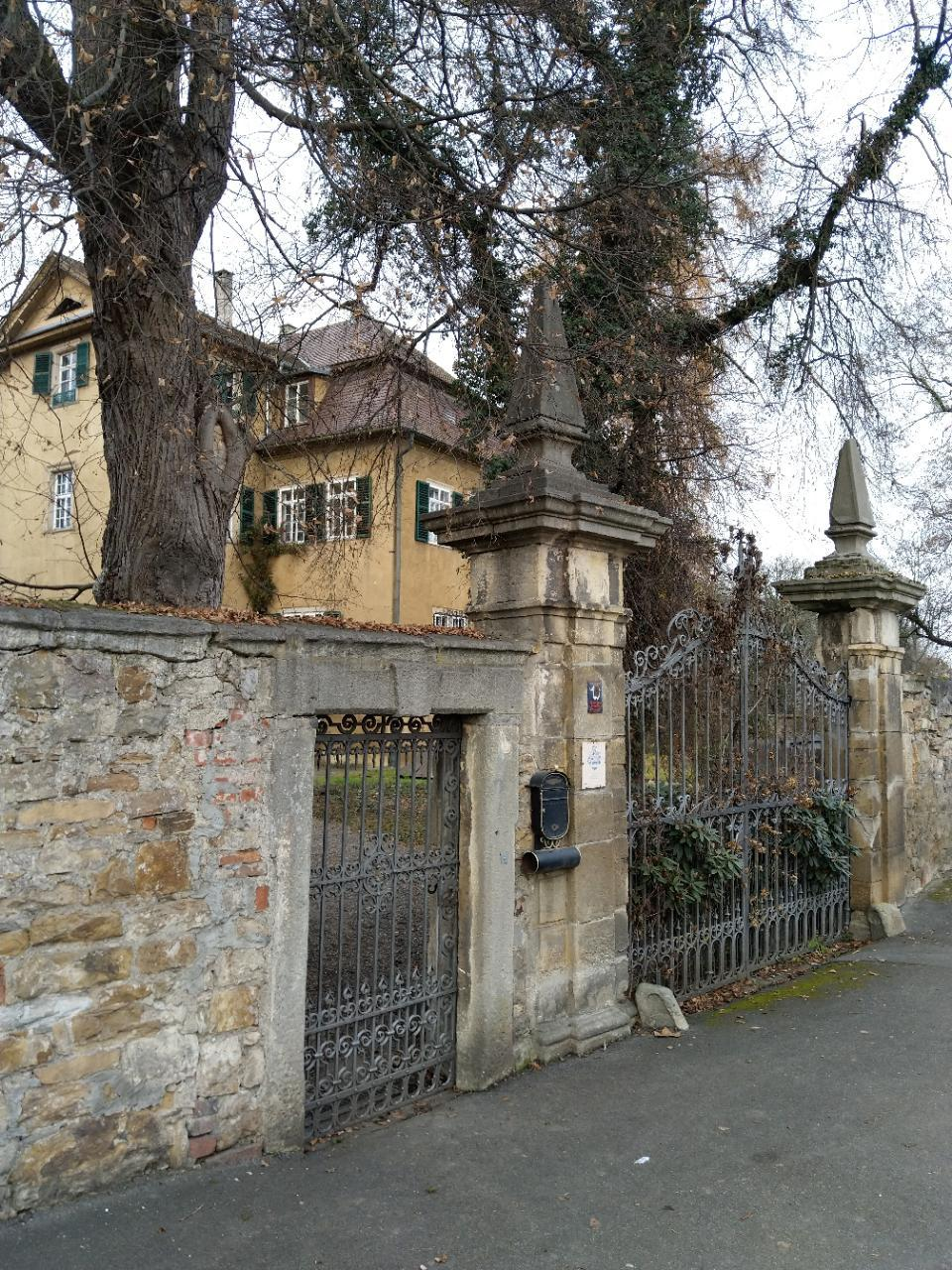
Schloss Unterboihingen

Das Schloss war ursprünglich vermutlich ein Wasserschlösschen. Die Grundmauern des Schlosses stammen aus dem 12. Jahrhundert. Im Jahr 1739 wurde das Schloss Unterboihingen von Wilhelm Ludwig Thumb von Neuburg erworben, dessen Nachkommen das Schloss heute noch gehört.
Im Schloss ist heute eine Bibliothek eingerichtet, in der zugehörigen Kapelle werden Trauungen durchgeführt.

## Schlossanlage
Neben dem eigentlichen Schloss gehört zur Anlage ein ehemaliger Pferdestall und ein Bandhaus, das früher zur Lagerung von Weinfässern genutzt wurde. Diese Fässer wurden vermutlich mit einem Eisenband entschlossen, weshalb das Gebäude nun Bandhaus genannt wurde. Das Bandhaus wurde im 19. Jahrhundert auch als nächtliches Anwesen für die Kutscher benutzt. Seit 2016 können dort Feste gefeiert werden.